# Sant Ignasi de Loiola (església de Betlem)
L'escultura de Sant Ignasi de Loiola és al costat esquerre de la porta principal de l'església de Betlem de Barcelona, i justament a l'altra banda hi ha la imatge de Sant Francesc de Borja, ambdues atribuïdes a l'escultor català Andreu Sala (1627-1700).

## Història
Aquesta obra va ser dedicada a Íñigo de Loiola (Loiola, Guipúscoa, 1491 - Roma, 1556), fundador de la Companyia de Jesús i venerat com a sant per l'església catòlica amb el nom de Sant Ignasi de Loiola. La ciutat de Barcelona va tenir una gran influencia en la seva vida on va viure alguns anys i també va ser una de les ciutats on va estudiar, essent el seu objectiu esdevenir sacerdot. La segona vegada que hi va estar va ser agredit i una bona amiga seva, Agnès Pasqual, li va aconseguir un bon metge i un matalàs perquè es curés. Precisament aquest matalàs se'l van guardar l'església de Betlem i ara el tenen sota un altar.

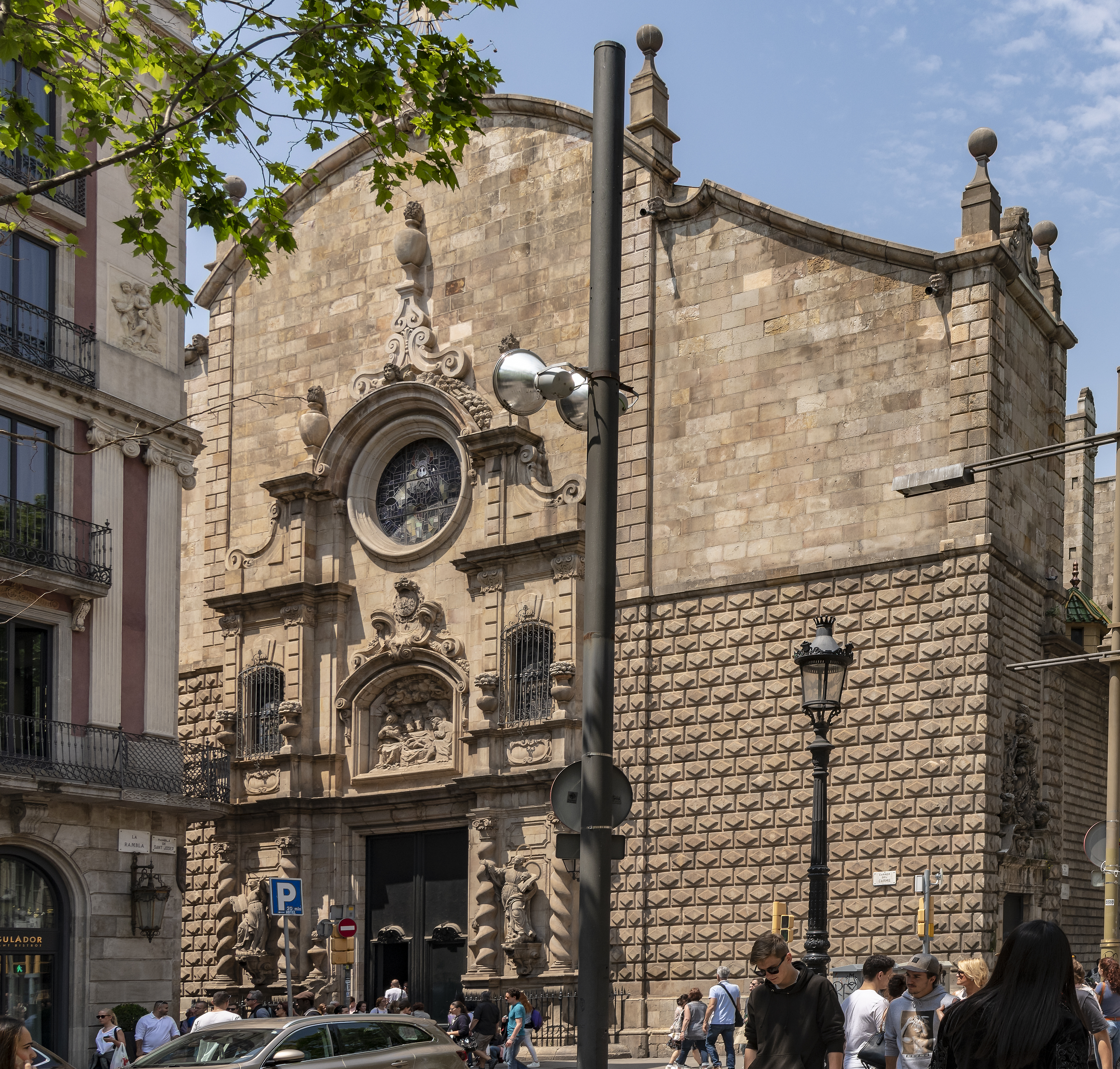
Façana de l'església de Betlem de Barcelona amb les escultures de Sant Francesc de Borja i Sant Ignasi de Loiola

## Descripció
És una estàtua exempta en pedra, de cos sencer, i dempeus, feta l'any 1690. El sant està representat amb les seves característiques per poder-lo reconèixer per la iconografia: l'hàbit de sacerdot o casulla i el llibre sagrat al braç dret. L'altre el té aixecat al cel, mirant en la mateixa direcció u donant la sensació de voler alçar-se. Al cap hi porta l'aurèola sagrada.
Als costats l'emmarquen dues columnes salomòniques amb el capitell d'ordre compost, i està situada damunt d'una lleixa alçada decorada amb formes geomètriques.